# 壺絵
壺絵（つぼえ）とは、本来実用品である陶器の壺の表面に、装飾として描かれた絵。三次元曲面上に描かれた絵であって、壺の表面を立体的に装飾加工したものとは区別される。
古代ギリシアにおいては、実用道具として数種類の形式の陶器の壺が作られ、それぞれ分類された名前が付けられている。（例：アンフォラ・スキュフォス・レキュトス……等）この壺の外側に（平たい杯状のものでは稀に内部にも）、神話や英雄物語などの主題の絵が描かれた。
モノクロの線描画が主流で、背景が黒いベタとなるものと、その逆に人物等が黒くなり背景が土色（または白色）となるものとの二種類が見られる。描線は細くしなやかで格調高く、様式化も高度に洗練されたものとなっている。彫刻とはまた別の古代ギリシア人の感性を知ることが出来る。これらは、イタリア半島南部のギリシア植民地やイタリア半島中北部のエトルリア人などにも輸出された。
アジアやヨーロッパにおいても、陶磁器の上に絵を描くことはなされたが、それらは壺全体の芸術性を高めることが主目的であり、「壺絵」として、絵が壺本体から独立した芸術であるという認識をされることがあるのは古代ギリシアの壺絵のみと思われる。